# Vitaxes
Els vitaxes foren els prínceps armenis anteriors al període àrab que governaven una mena de marcgraviat o marca fronterera amb prínceps menors (nakharark) supeditats. La marca s'anomenava Vitaxat i el seus governats, els vitaxes, eren el prínceps principals del regne. Hi havia quatre vitaxes i en tres dels casos van formar dinasties i els seus dominis directes eren el nucli del Vitaxat; estaven investits del poder marcgravial. No obstant eren més un poder feudal que una institució dinàstica
Un vitaxat estava compost de diversos estats dinàstics inclòs el propi del vitaxe, els quals tenien una mena de dependència feudal del vitaxe. No s'ha de confondre el nucli del vitaxat amb la marca pròpiament ni tampoc entre tres entitats diferenciades: el nucli del principat, la província on hi havia altres prínceps feudals alguns dels quals podien tenir altres prínceps sota dependència i el virregnat o marcgraviat que eventualment podia superar els límits de la província. El vitaxe era un príncep de natura diferent a altres prínceps. Tots els vitaxes eren d'origen arsàcida i la seva institució està connectada a l'expansió de la segona monarquia armènia dels artaxíades i en particular del principal monarca, Tigranes II el Gran (95-56 aC) que va sotmetre diversos territoris propers: el regne d'Ibèria, Aghuània, Mèdia Atropatene, Adiabene, Corduena, Migdonia, Osroene, Commagena i Sofene (o almenys l'annexió d'alguns dels seus territoris); per protegir les conquestes i el nucli central del regne, els reis artaxíades van crear els virregnats fronterers amb les noves regions adquirides.
Plutarc esmenta els quatre grans prínceps, segurament els quatre vitaxes. Sal·lusti esmenta els "tetrarques". El terme armeni era bdeasx o bdešx i apareix en els texts del cicle Gregorià i a Faust; els grecs els esmenten (al cicle gregorià) com comitatensis); Agathangelus utilitza la paraula sahmanakal; els georgians empren el nom pitiaxš o patiaxš. L'etimologia no és segura però podria derivar del antic persa i seria una combinació de les paraules cap i govern/rei (i de l'armeni Išhan o príncep) que va derivar amb el temps en el padixah. S'han proposat altres etimologies (del sumeri, del hitita o del luvita). No se sap el nom assignat en armeni, ja que la paraula vitaxe ens ha arribat per les fonts clàssiques (o altres que l'utilitzen amb la seva variant). Encara que se sospita que els vitaxes existien en temps dels parts, aquest càrrec no existia a Pàrtia i no apareix fins al principi de l'imperi Sassànida (si bé probablement no hi havia equivalència entre els vitaxes als estats caucàsics i els de Pèrsia). Es probable que al 294 només una província (Assíria, que seria la marca Síria) tenia un vitaxe, i la resta tenien dinastes (reis) o governadors (sàtrapes).
Agathangelos esmenta només dos vitaxes que haurien anat a un concili a Cesarea de Capadòcia convocat pel rei Tiridates (al tombant del segle iii i el IV), el d'Aràbia i el de Gogarn (Gogarene). Faust n'esmenta tres: el d'Arzanene, el de Gogarene i el d'Adiabene (no fa menció del de la marca siriana). En conclusió hi havia quatre vitaxats que encara que citats amb diferents noms eren: el de la Nova Siracene o de la Marca Mèdia (Adiabene), el de la marca Assíria (en realitat marca siriana o de Síria, principalment la Sofene), el de la marca d'Aràbia (Arzanene) i finalment el de Mask't'k (Moschich o Meskhian o de la Gogarene, és a dir la marca Ibèrica al sud-oest d'Ibèria).